# 부리부리 왕눈이
《부리부리 왕눈이》는 대한민국의 KBS에 1984년부터 1985년까지 방송됐던 어린이 연속인형극 프로그램이다.

## 줄거리
주인공 송알이의 마을(꽃마을)이 이웃나라의 횡포로 항시 공포속에 사나 몇몇 아이들의 기지와 사랑, 노인 어른들의 단결등으로 꽃마을 주민들은 노예로부터 해방되려고 하지만 그때마다 마고할멈과 늑대일당의 슬수로 위기에 처하곤 한다. 그러나 송알이의 활약으로 지난 약행에 후회를 하여 다시 꽃마을에는 평화가 온다.

## 방송 시간
KBS 1TV - 1984년 8월 20일 ~ 1985년 3월 29일, 매주 월 ~ 목요일 저녁시간대 (10분)

## 같이 보기
- 인형극